# Стереа (Ђурђу)
Стереа (рум. Sterea) насеље је у Румунији у округу Ђурђу у општини Клежани. Oпштина се налази на надморској висини од 83 m.

## Становништво
Према подацима из 2002. године у насељу је живело 370 становника, од којих су сви румунске националности.